# James Douglas (2e comte de Queensberry)
Pour les articles homonymes, voir James Douglas.
James Douglas, 2e comte de Queensberry (avant 1622-1671) est un noble écossais, homme politique et Covenanter.

## Biographie
James est le deuxième fils de William Douglas, 1er comte de Queensberry, et de son épouse Isabel. À la mort de son père en 1640, il succède aux titres de 2e comte de Queensberry, 2e vicomte de Drumlanrig (en), et 2e Lord Douglas de Hawick et Tibberis.
James est nommé commissaire chargé de l'arrestation des papistes le 5 juillet 1642. Il soutient Charles Ier pendant la guerre civile et est fait prisonnier après la bataille de Kilsyth étant confiné à Carlisle en 1645. Par la suite, il est condamné à une amende de 180 000 merks écossais (dont seulement 120 000 ont été payés), puis à une nouvelle fois à une amende de 4 000 £ en vertu de l'Acte de grâce de Cromwell, qui constitue une grâce conditionnelle. En 1661, il est nommé commissaire aux accises et juge de paix en 1663.

## Famille
James épouse Mary Hamilton (vicomtesse Drumlanrig), troisième fille de James Hamilton, 2e marquis de Hamilton, par contrat daté du 4 juin 1630. Elle décède le 29 octobre 1633. Ils n'ont pas d'enfants.
Il se remarie à Margaret Stewart, fille de John Stewart, 1er comte de Traquair, par contrat daté du 26 mars 1635 et ont:
- William (1637-1695), 3e comte et 1er duc de Queensberry
- James (1645-1691), lieutenant-général
- John (décédé le 8 août 1675), mort au siège de Trèves
- Robert (mort en 1676), mort au siège de Maastricht
- Mary, mariée à Alexander Stewart, 3e comte de Galloway
- Isabel, mariée à William Lockhart, 1er baronnet de Lockhart
- Catherine, mariée à James Douglas, 1er baronnet de Kelhead
- Margaret, mariée à Alexander Jardine, 1er baronnet d'Applegirth
- Henriette (1657 – 15 avril 1736), mariée à Robert Grierson, 1er baronnet de Lag